# Gümüşhane, Ardanuç
Gümüşhane là một xã thuộc huyện Ardanuç, tỉnh Artvin, Thổ Nhĩ Kỳ. Dân số thời điểm năm 2010 là 89 người.